# جامع الجرادي (حارة)

تعديل مصدري - تعديل

جامع الجرادي إحدى حارات مدينة القاعدة بمحافظة إب، بلغ تعداد سكانها 489 نسمة حسب تعداد اليمن لعام 2004.